# Hablamos esta noche
Hablamos esta noche és una pel·lícula dirigida per Pilar Miró el 1982.

## Argument
Víctor és l'enginyer de la posada en marxa de la Central nuclear de Zapater. La inauguració és imminent. Als lògics problemes que emanen del seu treball s'uneixen els que li planteja la seva situació familiar: un matrimoni anterior dissolt, un fill adolescent, una relació sentimental actual no satisfactòria, l'aparició d'una nova dona. Quan falten a penes uns dies, per a la inauguració, Luis María, íntim amic de Víctor, enginyer també de la Central, persona sensible i humana però responsable d'un greu accident laboral en el passat i addicte a l'alcohol li adverteix de les possibilitats d'una falla en el funcionament de la planta. No hi ha seguretat que sigui cert el que apunta Luis María, però per a esbrinar-ho ha de parar-se el procés de posada en marxa i suspendre la inauguració.

## Producció
El llargmetratge va comptar amb un pressupost de quaranta milions de pessetes i es va rodar en exteriors de Cantàbria i Astúries i en interiors de Madrid, amb guió propi en col·laboració amb Antonio Larreta. Si a Gary Cooper, que estás en los cielos, diu Pilar Miró, el tema estava plantejat des del punt de vista de la dona, a Hablamos esta noche entia la necessitat de fer una reflexió sobre un home en una situació determinada i la visió que dona dels problemes de la dona, des d'unes circumstàncies masculines. Aquest personatge, un enginyer nuclear, viu la ruptura amb la seva parella i l'aparició d'una nova dona, juntament amb un conflicte professional i ètic. És el responsable d'una central nuclear que ha d'entrar en funcionament en una data fixa, però un vell amic seu, també enginyer, li adverteix del descobriment d'una possible fallada en la central. A partir d'aquest moment, es converteix en un personatge absolutament contradictori, que diu una cosa i fa una altra, que dona la imatge de liberal i és un gran conservador".